# Pseudarista geldersi
Pseudarista geldersi är en fjärilsart som beskrevs av William Schaus 1916. Pseudarista geldersi ingår i släktet Pseudarista och familjen nattflyn. Inga underarter finns listade i Catalogue of Life.